# Kevin Rankin
Kevin Rankin (Baton Rouge, 18 april 1976) is een Amerikaans acteur.

## Filmografie

### Films
Uitgezonderd korte films.
- 2019 El Camino: A Breaking Bad Movie - Kenny
- 2018 Skyscraper - als Ray
- 2016 Hell or High Water - als Billy Rayburn
- 2016 The Jury - als Troy
- 2014 Wild - als Greg
- 2014 Dawn of the Planet of the Apes - als McVeigh
- 2013 Dallas Buyers Club - als T.J.
- 2013 Pawn Shop Chronicles – als Randy
- 2013 White House Down – als Killick
- 2012 Congratulations – als Casey Tremblay
- 2012 Santeria: The Soul Possessed – als broeder Neil
- 2011 The Chaperone – als Goldy
- 2010 Friendship! – als Marvin
- 2010 Sll Signs of Death – als Talbot
- 2010 The Odds – als Holt McCready
- 2009 Last of the Ninth – als Slick Rick
- 2008 1% – als ??
- 2005 Heads N TailZ – als Heads
- 2003 Hulk – als Harper
- 2001 Carman: The Champion – als Scrappy
- 2000 After Diff'rent Strokes: When the Laughter Stopped – als Lanny
- 1999 Clean and Narrow – als Tommy Lee
- 1997 The Apostle – als jongeman in auto

### Televisieseries
Uitgezonderd eenmalige gastrollen.
- 2022 - 2023 East New York - als rechercheur Tommy Killian - 21 afl.
- 2017 - 2022 Claws - als Bryce Husser - 40 afl.
- 2020 The Umbrella Academy - als Elliott - 7 afl.
- 2016 Lucifer - als Malcolm Graham - 7 afl.
- 2015 Halt and Catch Fire - als Henry Clark - 2 afl.
- 2014 Gracepoint - als Paul Coates - 10 afl.
- 2012 - 2013 Breaking Bad - als Kenny - 7 afl.
- 2011 – 2012 Unforgettable – als Roe Saunders – 22 afl.
- 2010 – 2012 Justified – als Devil – 8 afl.
- 2011 Big Love – als Verian Walker – 5 afl.
- 2009 – 2010 Trauma – als Tyler Briggs – 20 afl.
- 2006 – 2008 Friday Night Lights – als Herc – 22 afl.
- 2007 Bionic Woman – als Nathan – 7 afl.
- 2007 State of Mind – als Arthur Cromwell – 3 afl.
- 2007 Grey's Anatomy – als Jack Vaughan – 2 afl.
- 2005 Six Feet Under – als Johnny – 4 afl.
- 2001 – 2003 Undeclared – als Lucien – 4 afl.
- 2002 My Guide to Becoming a Rock Star – als Doc – 11 afl.

- Bibliothèque nationale de France: cb15799979v (data)
- Gemeinsame Normdatei: 106236905X
- International Standard Name Identifier: 0000 0000 0471 5848
- Library of Congress Control Number: no2013070553
- Nationale Bibliotheek van Israël: 987007400794105171
- Virtual International Authority File: 15103523
- WorldCat: E39PBJr3tM4xRgHwG9QGYwdbBP